# シー・オブ・ラブ (曲)
シー・オブ・ラブ（Sea Of Love）は、フィル・フィリップスが1959年7月に発表した曲。同年8月に全米2位を記録した。1984年にはレッド・ツェッペリンのロバート・プラントが結成したハニー・ドリッパーズがカバーし、全米3位を記録。1989年にはアル・パチーノ主演の映画『シー・オブ・ラブ』の挿入歌にフィリップス・バージョンが起用され再評価された。

## カバー
- マーティー・ワイルド 1959年 全英3位[2]
- J.フランク・ウィルソン＆ザ・キャバリアーズ（英語版） 1964年 アルバム『Last Kiss』に収録
- ヘプトーンズ 1968年 アルバム『On Top』に収録
- ゲス・フー 1972年 アルバム『Rockin'』に収録
- イギー・ポップ 1981年 アルバム『Party（英語版）』に収録
- デル・シャノン 1982年 全米33位
- ハニー・ドリッパーズ（英語版） 1984年 全米3位
- トム・ウェイツ 1989年 映画『シー・オブ・ラブ』エンディング・テーマ
- イズラエル・カマカヴィヴォオレ 1990年 アルバム『Ka 'Ano'i（英語版）』に収録
- 鈴木聖美  1993年 アルバム『聖歌(Ballad)』に収録
- サンディー 1998年 アルバム『Sandii's Hawai'i 3rd』に収録
- キャット・パワー 2000年 アルバム『The Covers Record（英語版）』に収録
- テリー・リネン 2005年
- ライアテア・ヘルム 2011年 アルバム『シー・オブ・ラブ 愛の海』に収録
- Lily & Madeleine（英語版） 2014年 アルバム『Acoustic Sessions』に収録

## エピソード
2005年のアニメ『ザ・シンプソンズ』第16シーズン第15話「Future-Drama」でエンディングテーマとして用いられた。
2014年にクラーケン・ラムのCMソングとして用いられた。